# Liz Akama
Liz Akama (japonês: 赤間 凛音, Hepburn: Akama Rizu, Kutchan, 8 de janeiro de 2009) é uma skatista profissional japonesa.

## Carreira
Nasceu na cidade de Sendai, província de Miyagi. Enquanto estudava na Tohoku High School, começou a competir aos sete anos.
Akama ganhou o Campeonato Japonês de Skate de 2021. Ela foi classificada em sexto lugar no Uprising Tokyo em maio de 2023 e participou do Campeonato Mundial de Rua realizado na capital japonesa em dezembro, ficou novamente em sexto.
Em 16 de maio de 2024, ela ficou em 2º lugar nos Jogos de Xangai na Série de Qualificação Olímpica de Paris, e em 24 de junho de 2024, ficou em 4º lugar nos Jogos de Budapeste, qualificando-se para as Olimpíadas de Paris.
Nas Olimpíadas de Paris de 2024, em julho de 2024, conquistou a medalha de prata com pontuação de 265,95 no skate street feminino.